# الشرطة العلمية المغربية
الشرطة العلمية المغربية هو فرع من جهاز الأمن الوطني المغربي ( الشرطة ) من بين مهامها التحليل التدقيقي والتفصيلي لمسرح الجريمة.